# Layne Staley
Layne Thomas Staley (nascido Layne Rutherford Staley; Bellevue, 22 de agosto de 1967 - Seattle, 5 de abril de 2002)  foi um cantor e compositor americano que foi o vocalista original do Alice in Chains, que alcançou fama internacional no início Década de 1990 como parte do movimento grunge de Seattle. Ele era conhecido por seu estilo vocal distinto, bem como por sua harmonização com o guitarrista/vocalista Jerry Cantrell. Staley também foi membro das bandas de glam metal Sleze e Alice N' Chains, e dos supergrupos Mad Season e Class of '99.
"Man in the Box", o segundo single do álbum de estreia do Alice in Chains, Facelift (1990), rendeu a Staley o reconhecimento da crítica por seu estilo vocal. O EP Jar of Flies (1994) do Alice in Chains estreou em primeiro lugar na Billboard 200, tornando-se o primeiro disco do Alice in Chains - e o primeiro EP - a chegar ao topo das paradas. No entanto, a deterioração da condição de Staley devido ao abuso de heroína o levou a entrar em uma clínica de reabilitação. Ele começou a trabalhar em um projeto paralelo com vários músicos de Seattle, Mike McCready do Pearl Jam, Barrett Martin do Screaming Trees e John Baker Saunders do The Walkabouts, que veio a ser Mad Season, enquanto o Alice in Chains entrou em um hiato.
Durante o hiato do Alice in Chains, relatos sobre o vício em drogas de Staley começaram a ganhar ampla circulação nas comunidades de fãs e na mídia, em parte devido às mudanças em sua condição física provocadas pelo abuso prolongado de heroína. Em 10 de abril de 1996, a banda voltou com uma apresentação no MTV Unplugged em Nova York; foi o primeiro show do Alice in Chains em dois anos e meio. A partir de meados de 1996, Staley ficou fora dos holofotes do público, para nunca mais se apresentar ao vivo.
Staley lutou contra o vício durante grande parte de sua vida adulta e mais tarde morreu de overdose de speedball em 5 de abril de 2002, aos 34 anos. Ele foi classificado em 27º lugar na lista da Hit Parader dos "100 melhores vocalistas de todos os tempos do Heavy Metal" em 2006, e em 42º lugar na lista da revista Complex dos "50 melhores cantores principais de todos os tempos" em 2012. Seattle declarou oficialmente o dia 22 de agosto de 2019 como o "Dia de Layne Staley". Staley recebeu seis indicações ao Grammy como membro do Alice in Chains.

## Biografia
Staley nasceu em 22 de agosto de 1967, no Overlake Hospital em Bellevue, Washington. Seus pais são Phillip Blair "Phil" Staley e Nancy Elizabeth Staley (nascida Layne). Staley não gostava de seu nome do meio, "Rutherford", e ficava bravo toda vez que alguém o chamava por esse nome. Ele mudou legalmente seu nome do meio para "Thomas" durante a adolescência porque era fã do baterista do Mötley Crüe, Tommy Lee.
Staley se juntou a uma banda rítmica em Bellevue quando tinha dois ou três anos e era o mais jovem do grupo. Aos nove anos, ele escreveu em seu livro do Dr. Seuss, All About Me, que queria ser cantor.
Staley tinha sete anos quando seus pais se divorciaram, após o que ele foi criado por sua mãe e seu padrasto, Jim Elmer. Ele adotou o sobrenome do padrasto enquanto estava matriculado na Meadowdale High School em Lynnwood, e foi conhecido por algum tempo como Layne Elmer.
Staley foi criado como um Cientista Cristão, mas criticou a religião em sua vida adulta, afirmando em uma entrevista de 1991: "Tenho um fascínio em como as pessoas que sofreram lavagem cerebral se relacionam com a religião e como elas desistirão de seu dinheiro, seu tempo e toda a sua vida por uma causa que eles têm certeza que é certa, mas tenho certeza que está errada. Acho que há muitas pessoas que têm medo da vida e de viver e querem ter certeza de que chegarão ao céu ou algo assim. Tento ficar longe disso o máximo que posso. Fui criado na igreja até os 16 anos e discordo de suas crenças desde que me lembro, então, quando tive a escolha, optei por não acreditar em nada além de mim mesmo." Staley também afirmou em uma entrevista de 1999 que a canção "Get Born Again" é sobre "hipocrisia religiosa".

Abordou a música através do acervo de seus pais, ouvindo Black Sabbath (considerado por ele como sua primeira influência) e Deep Purple. Outras bandas favoritas incluem bandas de hard rock e metal como The Stooges, Anthrax, Judas Priest, Saxon, Rainbow, Mercyful Fate, Twisted Sister, Van Halen e bandas industriais/new wave como Ministry, The Lords of the New Church e Skinny Puppy. Ele também citou Prince e David Bowie como dois de seus maiores ídolos.

Ficamos maravilhados com ele – ele já tinha “qualidades de estrela”. Ele era muito mais tímido – olhava para baixo enquanto cantava. Mas a textura de sua voz estava lá, a alma estava lá.

— Johnny Bacolas descrevendo um Staley de 18 anos
Staley começou a tocar bateria aos 12 anos; ele tocou em várias bandas glam no início da adolescência, mas a essa altura Staley tinha aspirações de se tornar um cantor. Em 1984, Staley se juntou a um grupo de estudantes da Shorewood High em uma banda chamada Sleze, que também contava com futuros membros do The Dehumanizers e Second Coming.
Em 1985, Staley e sua banda Sleze fizeram uma participação especial em Father Rock, um filme de baixo orçamento do Public Access Channel de Seattle. Em 1986, Sleze se transformou em Alice N' Chains, uma banda que Staley disse "vestida de drag e tocava speed metal". A nova banda se apresentou pela área de Seattle tocando covers de Slayer e Armored Saint.

## Carreira

### Alice in Chains e Mad Season

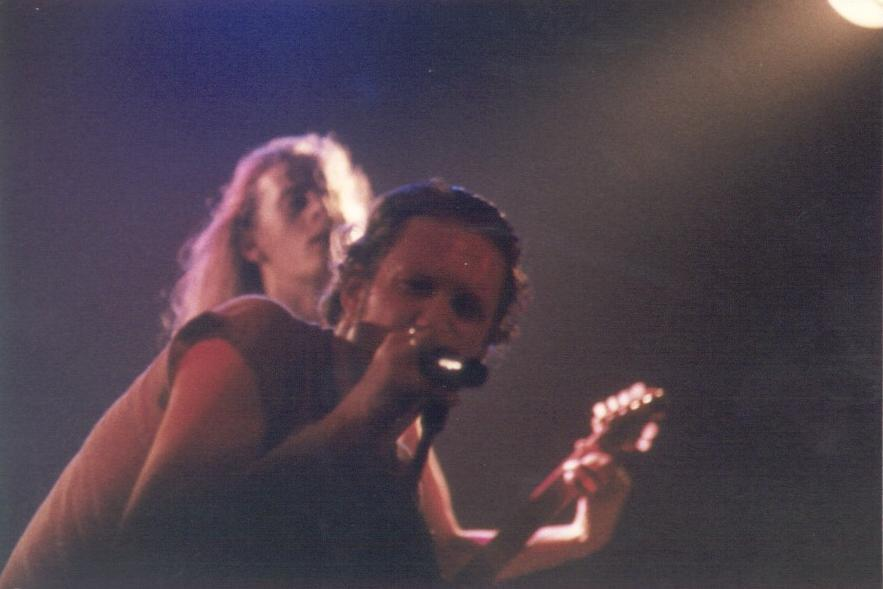
Staley (frente) e Jerry Cantrell se apresentando no The Channel em Boston em 1992

Staley conheceu o guitarrista Jerry Cantrell em uma festa em Seattle enquanto trabalhava nos estúdios de ensaio do Music Bank em 1987. Alguns meses antes disso, Cantrell assistiu Staley se apresentando com sua então banda, Alice N' Chains, em sua cidade natal, no Tacoma Little Theatre, e ficou impressionado com sua voz. Cantrell ficou sem teto depois de ser expulso da casa de sua família, então Staley convidou Cantrell para morar com ele no Music Bank. Os dois amigos viveram como companheiros de quarto por mais de um ano no espaço de ensaio em ruínas que compartilhavam.
Alice N' Chains logo se desfez e Staley se juntou a uma banda de funk, que na época também exigia um guitarrista. Ele pediu a Cantrell para se juntar como sideman. Cantrell concordou com a condição de que Staley se juntasse à sua banda, que na época não tinha nome e incluía o baterista Sean Kinney e o baixista Mike Starr. Eles começaram a fazer testes com cantores terríveis na frente de Staley para mandar uma dica, o que o deixou irritado. A gota d'água para Staley foi quando eles fizeram o teste com uma stripper na frente dele - ele decidiu se juntar à banda depois disso. Cantrell disse o seguinte sobre a voz de Staley: “Eu sabia que aquela voz era o cara com quem eu queria tocar. Parecia que veio de um motociclista de 350 libras, em vez do pequeno e magro Layne. Eu considerei a voz dele como a minha voz." Eventualmente, o projeto funk acabou e, em 1987, Staley se juntou à banda de Cantrell em tempo integral. A banda tinha nomes como "Fuck" e "Diamond Lie", sendo este último o nome da banda anterior de Cantrell.
Duas semanas após a formação da banda, eles estavam fazendo um show na Universidade de Washington, tentando preencher um set de 40 minutos com algumas músicas originais junto com covers de Hanoi Rocks e David Bowie. Diamond Lie ganhou atenção na área de Seattle e eventualmente adotou o nome da banda anterior de Staley, Alice N' Chains, depois renomeada como Alice in Chains. Staley obteve permissão de seus ex-companheiros de banda para usar o nome.
O promotor local Randy Hauser tomou conhecimento do Alice in Chains em um show e se ofereceu para pagar pelas gravações demo. No entanto, um dia antes da data marcada para a banda gravar no estúdio Music Bank em Washington, a polícia fechou o estúdio durante a maior operação de cannabis na história do estado. A demo final, concluída em 1988, foi chamada de The Treehouse Tapes e chegou às mãos dos empresários musicais Kelly Curtis e Susan Silver, que também administraram a banda Soundgarden, de Seattle. Curtis e Silver repassaram a demo ao representante de A&R da Columbia Records, Nick Terzo, que marcou um encontro com o presidente da gravadora, Don Ienner. Baseado em The Treehouse Tapes, Terzo assinou com Alice in Chains para a Columbia em 1989. A banda também gravou outra demo sem título durante um período de três meses em 1989. Esta gravação pode ser encontrada no lançamento pirata Sweet Alice.

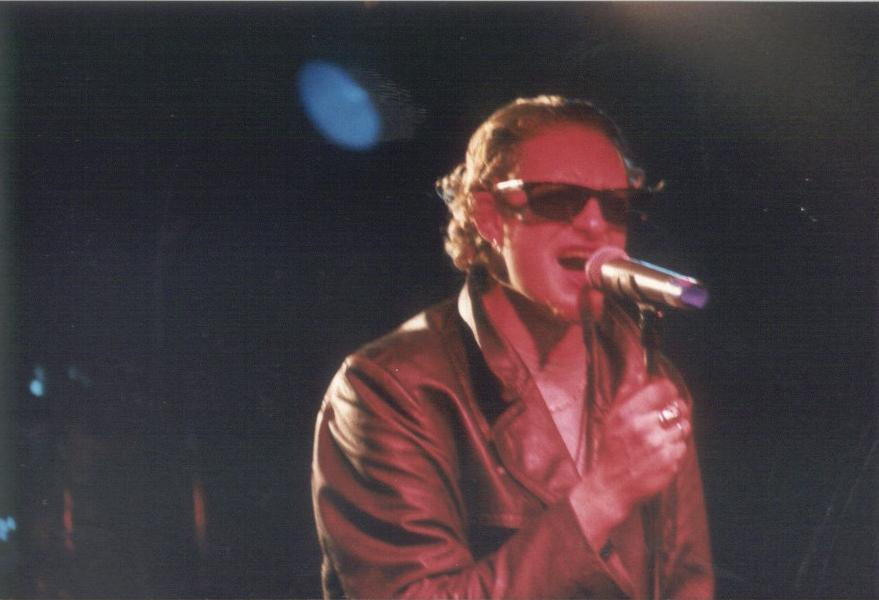
Staley se apresentando com Alice in Chains em 1992

Alice in Chains lançou seu primeiro álbum Facelift em 21 de agosto de 1990, moldando o estilo característico da banda. O segundo single, "Man in the Box", com letra escrita por Staley, tornou-se um grande sucesso. "Man in the Box" é amplamente reconhecido por sua distinta "melodia de abertura sem palavras, onde os vocais peculiares e tensos de Staley são combinados em uníssono com uma guitarra carregada de efeitos" seguida por "linhas portentosas como: 'Jesus Christ/Deny your make' e 'He who tries/Will be wasted' com a voz mais seca e menos urgente de Cantrell."
Desde então, Facelift foi certificado como dupla platina pela RIAA pelas vendas de dois milhões de cópias nos Estados Unidos. A banda fez uma turnê de divulgação do álbum por dois anos antes de lançar o EP acústico Sap no início de 1992. Alice in Chains fez uma participação especial no filme Singles de Cameron Crowe de 1992, cantando as músicas "It Ain't Like That" e "Would?".
Em setembro de 1992, Alice in Chains lançou Dirt. O álbum aclamado pela crítica, também o de maior sucesso da banda, estreou na sexta posição na Billboard 200 e foi certificado como platina quádrupla. Staley desenhou o logotipo do sol na capa do álbum. Durante a turnê Dirt no Brasil em 1993, Staley salvou a vida de Starr após uma overdose. Por causa do vício em drogas de Staley, a banda não fez turnê de divulgação de Dirt por muito tempo.

Cantrell escreveu quase todas as músicas e letras do Alice in Chains, mas com o passar do tempo, Staley contribuiu com mais letras. Eventualmente, Staley receberia crédito por cerca de metade das letras de todo o catálogo do Alice in Chains antes do lançamento de Black Gives Way to Blue em 2009. Ele também escreveu a música e a letra de "Hate to Feel", "Angry Chair" e "Head Creeps", além de melodias para outras músicas. As letras de Staley são amplamente vistas como tratando de seus problemas pessoais, como uso de drogas e depressão. Staley também tocou guitarra em "Angry Chair" e "Hate to Feel". Cantrell disse sobre "Angry Chair" no encarte da caixa do Music Bank de 1999:
Uma música tão brilhante. Estou muito orgulhoso de Layne por escrevê-lo. Quando eu intensifiquei vocalmente no passado, ele me apoiou muito, e aqui está um bom exemplo dele se aprimorando com a guitarra e escrevendo uma obra-prima.
Em 1994, Alice in Chains lançou seu terceiro EP, Jar of Flies. Ele estreou em primeiro lugar, tornando-se o primeiro lançamento do Alice in Chains - e o primeiro EP - a fazê-lo. Os outros membros do Alice in Chains, vendo a deterioração da condição de Staley, optaram por não fazer uma turnê de divulgação de Jar of Flies. Após o lançamento do álbum, Staley entrou em uma clínica de reabilitação e começou a trabalhar em um projeto paralelo com vários músicos de Seattle, Mike McCready do Pearl Jam, Barrett Martin do Screaming Trees e John Baker Saunders do The Walkabouts. A banda trabalhou no material por vários meses e fez seu primeiro show em 12 de outubro de 1994, no Crocodile Cafe em Seattle, sob o nome de "The Gacy Bunch". Dentro de algumas semanas, a banda mudou seu nome para Mad Season. Em janeiro de 1995, Mad Season cantou duas músicas na transmissão de rádio via satélite Self-Pollution do Pearl Jam, "Lifeless Dead" e "I Don't Know Anything". A banda completou um álbum, intitulado Above, que foi lançado em março de 1995. O primeiro single, "River of Deceit", tornou-se um sucesso modesto nas rádios alternativas. Uma performance ao vivo filmada no Moore Theatre em Seattle foi lançada em agosto de 1995 como um vídeo caseiro, Live at the Moore.
Durante o hiato do Alice in Chains, relatos sobre o vício de Staley começaram a ganhar ampla circulação nas comunidades de fãs e na mídia, em parte devido às mudanças em sua condição física provocadas pelo abuso prolongado de heroína.
Alice in Chains se reagrupou para gravar Alice in Chains, às vezes chamado de "Tripod", que foi lançado em novembro de 1995. O álbum estreou no topo das paradas dos EUA, e desde então foi premiado - junto com Facelift e Jar of Flies - status de platina dupla. Com exceção de "Grind", "Heaven Beside You" e "Over Now", as letras foram todas escritas por Staley, tornando este álbum sua maior contribuição lírica para o catálogo da banda. Para acompanhar o álbum, a banda lançou um vídeo caseiro, The Nona Tapes, mas a banda falhou novamente, não conseguindo completar as turnês planejadas para divulgar o álbum. Quando questionado sobre a frustração de não fazer uma turnê para divulgar o álbum, Cantrell forneceu algumas dicas sobre como os vícios de Staley levaram a tensões dentro da banda: "Muito frustrante, mas nós aguentamos. Passamos pelos bons momentos juntos e permanecemos juntos nos momentos difíceis. Nós nunca esfaqueamos um ao outro pelas costas e abrimos nossas entranhas e [fizemos] esse tipo de besteira que você vê acontecer muito." "As drogas funcionaram para mim durante anos", disse Staley à Rolling Stone em fevereiro de 1996, "e agora elas estão se voltando contra mim, agora estou andando no inferno e isso é uma merda. Eu não queria que meus fãs pensassem que heroína era legal. Mas então alguns fãs vieram até mim e me deram sinal de positivo, dizendo que estavam chapados. Isso é exatamente o que eu não queria que acontecesse."
Um dos últimos shows de Staley com Alice in Chains foi a apresentação do MTV Unplugged em Nova York em 10 de abril de 1996. A gravação de Unplugged ocorreu após um longo período de inatividade da banda; foi o primeiro show deles em dois anos e meio. Staley fez sua última apresentação em 3 de julho de 1996, em Kansas City, Missouri, enquanto o Alice in Chains estava em turnê com o Kiss.

## Outros projetos
Staley compartilhou os vocais principais com Ann Wilson para um cover de "Ring Them Bells" de Bob Dylan, incluída no álbum de 1993 do Heart, Desire Walks On.
A música "It's Coming After" do álbum de estreia do Second Coming de 1994, LOVEvil, apresenta Staley nos vocais principais. Second Coming apresenta os companheiros de banda de Staley do Alice N' Chains, sua antiga banda.
Uma das últimas músicas que Staley gravou foi um cover de "Another Brick in the Wall" do Pink Floyd com o supergrupo Class of '99, com participação do guitarrista Tom Morello do Rage Against the Machine, do baixista Martyn LeNoble, do baterista Stephen Perkins, ambos do Jane's Addiction e Porno for Pyros, e do tecladista Matt Serletic. Em novembro de 1998, o grupo gravou a música para a trilha sonora do filme de terror / ficção científica de Robert Rodriguez de 1998, The Faculty. Um videoclipe também foi lançado. Enquanto os outros membros da banda foram filmados especificamente para o vídeo, a aparição de Staley consistiu em imagens retiradas do vídeo Live at the Moore de 1995 do Mad Season.
Uma música intitulada "Things You Do", com Staley nos vocais, fez parte da trilha sonora do filme Grassroots de 2012. No filme, a música foi creditada a "The Bondage Boys com Layne Staley", mas a música foi creditada a "Layne Staley and The Aftervibes" e "Layne Staley and Second Coming" quando vazou na internet anos antes.

## Vida pessoal

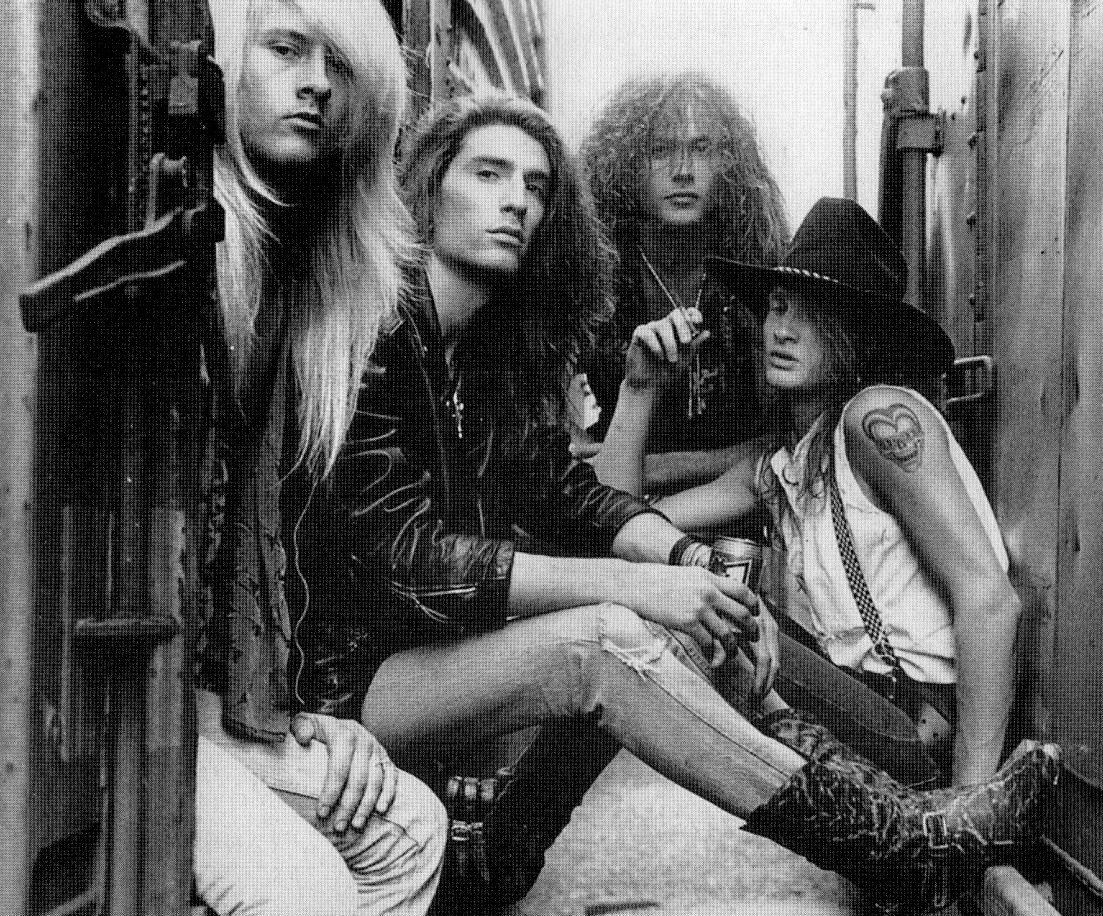
Alice in Chains em uma foto promocional. Da esquerda para a direita: Jerry Cantrell, Sean Kinney, Mike Starr e Layne Staley.

No início da década de 1990, Staley se matriculou em vários programas de reabilitação, mas não conseguiu ficar limpo por muito tempo. A certa altura, os outros membros do Alice in Chains voaram para Los Angeles para terapia semanal na reabilitação de Staley. Durante a turnê Dirt, a empresária do Alice in Chains, Susan Silver, contratou guarda-costas para manter Staley longe de pessoas que pudessem tentar lhe passar drogas, mas ele acabou tendo uma recaída com álcool e drogas durante a turnê. Mark Lanegan, do Screaming Trees, lembrou-se de uma festa com Staley em turnê e disse que, "fora do palco, foi uma festa de fraternidade insana, sombria, movida a drogas e álcool do início ao fim, com Layne [Staley] e eu criando o inferno, comportando-nos como adolescentes, ficando acordados dias a fio. Tomamos todas as drogas que surgiram em nosso caminho. Heroína, cocaína, analgésicos, qualquer coisa." A morte de Kurt Cobain em abril de 1994 levou Staley à sobriedade temporária, mas logo ele voltou ao vício. Os empresários do Alice in Chains recusaram possibilidades lucrativas de turnês e mantiveram a banda fora da estrada, esperando que isso ajudasse Staley. O guitarrista principal do Pearl Jam, Mike McCready, também tentou ajudar Staley convidando-o para seu projeto paralelo, Mad Season. McCready esperava que tocar com músicos sóbrios encorajasse Staley. Em 29 de outubro de 1996, a ex-noiva de Staley, Demri Lara Parrott, morreu de overdose de drogas. Staley foi colocado sob vigilância de suicídio 24 horas por dia, de acordo com a NME, que citou um amigo dizendo que Staley estava lidando com a morte de Parrott "extremamente mal" e havia caído em profunda depressão. Lanegan disse à Rolling Stone em 2002: “Ele nunca se recuperou da morte de Demri. Depois disso, não acho que ele quisesse continuar."

### Anos finais: 1997–2002
Em 26 de fevereiro de 1997, Staley e os outros membros do Alice in Chains compareceram ao Grammy Awards depois que a música "Again" foi indicada para Melhor Performance de Hard Rock. Em abril do mesmo ano, Staley comprou um condomínio de três quartos no Distrito Universitário de Seattle por meio de um trust. Toby Wright, o produtor do terceiro álbum do Alice in Chains, montou um sistema de gravação caseiro para ele lá.
Em 1998, em meio a rumores de que Staley raramente saía de seu apartamento, contraíra gangrena, perdera a capacidade de ingerir alimentos e vivia com uma dieta de Ensure, Jerry Cantrell disse à Kerrang! que os membros do Alice in Chains frequentavam regularmente a casa de Staley. Em 22 de junho de 1998, Staley fez uma ligação telefônica para o programa de rádio Rockline e concedeu uma rara entrevista enquanto Cantrell promovia seu primeiro álbum solo, Boggy Depot. Staley ligou para o show para conversar com Cantrell e afirmou que adorou o álbum.
Em outubro de 1998, Staley ressurgiu para gravar duas faixas com Alice in Chains, "Get Born Again" e "Died", que foram lançadas no box do Music Bank em 1999. Relatos adicionais sobre a deterioração da condição de Staley persistiram no meio das sessões. O produtor de Dirt Dave Jerden - originalmente escolhido pela banda para a produção - disse: "Staley pesava 36 quilos... e era branco como um fantasma." O engenheiro de estúdio Elan Trujillo comentou que Layne "definitivamente não se parecia com antes" e percebeu que Staley tinha, além de não ter dentes, atrofia nas pernas. Cantrell se recusou a comentar sobre a aparência do cantor, e a empresária da banda, Susan Silver, disse que não o via desde o “ano passado”.
Staley fez sua última aparição pública em 31 de outubro de 1998, quando assistiu a um concerto solo de Jerry Cantrell em Seattle. Ele recusou o pedido de Cantrell para cantar com ele no palco. Uma foto tirada de Staley nos bastidores deste show é a foto mais recente dele que foi divulgada publicamente.
Depois disso, pensou-se que Staley havia deixado para trás seu "exílio auto-imposto do rock & roll", quando em novembro de 1998 ele gravou faixas vocais adicionais como parte de um supergrupo chamado Class of '99, apresentando membros do Rage Against the Machine, Jane's Addiction e Porno for Pyros.
Em 19 de julho de 1999, o programa de rádio Rockline estava recebendo Cantrell, Inez, e Kinney para uma discussão sobre o lançamento de Nothing Safe: Best of the Box, quando, inesperadamente, Staley ligou para participar. Esta foi a última entrevista de Staley.
De 1999 a 2002, Staley tornou-se mais recluso e deprimido, raramente saindo de seu condomínio em Seattle; pouco se sabe sobre os detalhes de sua vida nesse período. Diziam que Staley passava a maior parte de seus dias criando arte, jogando videogame ou cochilando com uso drogas. O ex-colega de quarto e amigo de Staley, Morgen Gallagher, disse mais tarde que por volta de 2001 Staley iria fazer um teste para Audioslave; esta afirmação foi posteriormente desmentida pelo guitarrista do Audioslave, Tom Morello.

A mãe de Staley, Nancy McCallum, disse ao The Seattle Times em 2007 que, apesar de seu isolamento, ele nunca esteve longe do amor de sua família e amigos, que enchiam sua secretária eletrônica e caixa de correio com mensagens e cartas. “Só porque ele estava isolado não significa que não tivemos bons momentos com ele.” McCallum também afirmou que viu Staley no Dia de Ação de Graças de 2001 e novamente por volta do Dia dos Namorados de 2002, quando ele visitou o bebê de sua irmã. Esta foi a última vez que McCallum viu seu filho. Sean Kinney comentou sobre os anos finais e o período de isolamento de Staley:
Chegou a um ponto em que ele se manteve tão trancado, tanto física quanto emocionalmente. Continuei tentando fazer contato...Três vezes por semana, como um relógio, eu ligava para ele, mas ele nunca atendia. Cada vez que eu estava na área, ficava na frente da casa dele gritando por ele... Mesmo que você conseguisse entrar no prédio dele, ele não abriria a porta. Você telefonava e ele não atendia. Você não podia simplesmente arrombar a porta e agarrá-lo, embora houvesse tantas vezes que pensei em fazer isso. Mas se alguém não se ajuda, o que, realmente, mais alguém pode fazer?
A aparência física de Staley havia se tornado ainda pior do que antes: ele havia perdido vários dentes, sua pele estava pálida e doentia e ele estava gravemente emaciado. Amigos próximos como Matt Fox disseram: "Se ninguém ouviu falar dele durante semanas, não era incomum". Staley ficou cada vez mais desconectado de seus amigos e colegas de banda que repetidamente tentaram levá-lo para a reabilitação, mas Staley recusou. O amigo próximo de Staley, Mark Lanegan, disse: “Ele não falou com ninguém ultimamente… Já se passaram alguns meses desde que falei com ele. Mas não conversarmos por alguns meses é normal."

## Morte
Em 19 de abril de 2002, os contadores de Staley contataram sua ex-empresária, Susan Silver, e informaram-na que nenhum dinheiro havia sido retirado da conta bancária do cantor em duas semanas. Silver então contatou a mãe de Staley, Nancy McCallum, que ligou para o 911 para dizer que não tinha notícias dele "há cerca de duas semanas". A polícia foi com McCallum e seu ex-marido, Jim Elmer, à casa de Staley. Foi relatado que Staley pesava apenas 39 kg quando seu corpo foi descoberto. O corpo de Staley estava parcialmente decomposto quando foi encontrado. Os médicos legistas tiveram que identificar o corpo comparando registros dentários. Anos depois, McCallum revelou que dois dias antes do corpo de Staley ser encontrado, ela foi ao apartamento dele para informá-lo sobre a morte do irmão de Demri Parrott, mas não houve resposta. Quando ela recebeu o telefonema para verificar seu filho, dois dias depois, ela não ficou surpresa por Staley não ter respondido. Havia alguma correspondência perto de sua porta. Na época, Staley tinha uma gata chamada Sadie, que geralmente era quieta; ao ouvir Sadie miar, McCallum ficou preocupado que fosse um pedido de socorro. Ainda sem receber uma resposta de Staley, McCallum ligou para o 911.

O relatório da autópsia e toxicologia do corpo de Staley revelou que ele morreu devido a uma mistura de heroína e cocaína, conhecida como speedball. A autópsia concluiu que Staley morreu duas semanas antes de seu corpo ser encontrado, em 5 de abril – o mesmo dia em que o músico grunge Kurt Cobain morreu oito anos antes. A morte de Staley foi classificada como "acidental". Os colegas de banda do Alice in Chains de Staley emitiram a seguinte declaração:
É bom estar com amigos e familiares enquanto lutamos para lidar com esta imensa perda... e tentamos celebrar esta imensa vida. Procuramos todas as coisas habituais: conforto, propósito, respostas, algo em que nos agarrar, uma forma de deixá-lo ir em paz. Principalmente, estamos com o coração partido pela morte de nossa linda amiga. Ele era um homem doce, com um grande senso de humor e um profundo senso de humanidade. Ele era um músico incrível, uma inspiração e um conforto para muitos. Ele fez boa música e a presenteou ao mundo. Temos orgulho de tê-lo conhecido, de ser seu amigo e de criar música com ele. Durante a última década, Layne lutou muito – só podemos esperar que ele finalmente tenha encontrado um pouco de paz. Nós amamos você, Layne. Muito. E sentiremos sua falta... infinitamente.
Em 2010, em uma entrevista no Celebrity Rehab da VH1 com a mãe de Staley, Nancy McCallum, o ex-baixista do Alice in Chains Mike Starr disse que foi a última pessoa a ver Staley vivo e passou um tempo com ele um dia antes de sua morte, no aniversário de Starr, 4 de abril. Starr afirmou que Staley estava muito doente, mas não ligou para o 911. Eles discutiram brevemente, o que terminou com a saída de Starr. Starr afirmou que Staley o chamou quando ele saiu e disse: "Não assim, não vá embora assim." Staley morreu no dia seguinte, 5 de abril. Starr lamentou não ter ligado para o 911 para salvar sua vida e disse que Staley ameaçou romper a amizade deles se o fizesse. Starr se arrependeu de estar sob efeito de benzodiazepínicos naquela noite e de ter saído porta afora. A entrevista terminou com Starr se desculpando com McCallum por não ligar para o 911, mas ela insistiu que nem ela nem ninguém de sua família culparam Starr pela morte de Staley. Ela também disse a Starr: “Layne perdoaria você. Ele dizia: 'Ei, eu fiz isso. Você não.'" Starr ainda se culpava pela morte de Staley. Starr manteve essa história em segredo até sua aparição no Celebrity Rehab em fevereiro de 2010. Durante a mesma entrevista, McCallum também disse que Staley tentou a reabilitação 13 vezes, embora não esteja claro se alguma dessas tentativas ocorreu durante seus anos de reclusão. Starr foi encontrado morto em 8 de março de 2011, como resultado de uma overdose de medicamentos prescritos.

### Consequências
Um memorial informal foi realizado para Staley na noite de 20 de abril de 2002, no Seattle Center, que contou com a presença de pelo menos 100 fãs e amigos, incluindo os companheiros de banda do Alice in Chains, Cantrell, Starr, Inez e Kinney, e o vocalista do Soundgarden, Chris Cornell. O corpo de Staley foi cremado e um serviço memorial privado foi realizado para ele em 28 de abril de 2002, na Bainbridge Island, em Puget Sound, Washington. Durante sua aparição no Celebrity Rehab em 2010, a mãe de Staley disse que tinha as cinzas do filho em uma caixa. O memorial privado de Staley contou com a presença de sua família e amigos, junto com seus companheiros de banda do Alice in Chains, a empresária da banda Susan Silver e seu então marido Chris Cornell, bem como outras personalidades musicais. Chris Cornell, acompanhado por Ann do Heart e Nancy Wilson, cantou uma versão de "Wild Horses" dos Rolling Stones no funeral. Eles também cantaram a música "Sand" dos Lovemongers.
Jerry Cantrell dedicou à sua memória seu álbum solo, Degradation Trip, lançado dois meses após a morte de Staley. Cantrell também acolheu a gata de Staley, Sadie, e ele e a família cuidaram do animal de estimação por oito anos até que Sadie morreu em 2010, aos 18 anos
Pouco depois da morte de Staley, seus pais, Nancy McCallum e Phil Staley, começaram a receber doações de fãs de todo o mundo. Nancy e Phil trabalharam com a clínica de Serviços de Saúde Terapêutica de Seattle para criar o Layne Staley Memorial Fund para ajudar outros viciados em heroína e suas famílias na comunidade musical de Seattle.
Alice in Chains permaneceu inativo após a morte de Staley. Nos anos seguintes, a banda recusou-se a tocar junta por respeito a ele. Em 2005, Cantrell, Kinney e Inez se reuniram para um concerto beneficente para as vítimas do tsunami no Oceano Índico de 2004, com vários vocalistas substituindo Staley. Após resposta positiva, a banda decidiu se reunir formalmente em 2006. O vocalista de Comes With the Fall William DuVall, um membro da banda de turnê solo de Cantrell que frequentemente cantava as partes de Staley nas músicas do Alice in Chains que Cantrell tocava, foi anunciado para cantar a parte de Staley nos shows de reunião. Em entrevista à MTV News, Kinney observou que a banda usaria os shows de reunião para prestar homenagem às músicas e a Staley. A banda costumava ter um intervalo para incluir um tributo filmado de cinco minutos a Staley entre os sets. Desde então, DuVall se tornou o substituto em tempo integral de Staley na banda, contribuindo para três lançamentos completos.

## Homenagens e influência
Billy Corgan do The Smashing Pumpkins afirmou que Staley "tinha uma voz incrível que tinha uma qualidade tão bonita, triste e assustadora. Ele era diferente porque seu peso estava naquela voz." A música "Bleeding The Orchid" do álbum Zeitgeist de 2007 do The Smashing Pumpkins foi indiretamente inspirada na morte de Staley.
A música de Cold, "The Day Seattle Died", de seu álbum de 2003, Year of the Spider, foi uma ode a Staley, assim como ao companheiro de figura do grunge, Kurt Cobain. Naquele mesmo ano, Staind apresentou uma música chamada "Layne" em memória da cantora em seu álbum 14 Shades of Grey. Em seu álbum de 2004 Hangover Music Vol. VI, Black Label Society também incluiu uma homenagem a Staley, intitulada "Layne". Kat Bjelland, ex-Babes in Toyland, escreveu a música "Layne to Rest" sobre ele no álbum de 2004 de sua banda Katastrophy Wife, All Kneel.
Eddie Vedder, vocalista do Pearl Jam, escreveu uma música elogiando Staley, intitulada "20/04/02" (o dia em que Vedder ouviu a notícia). A música apresentava apenas Vedder cantando e tocando guitarra em uma afinação inspirada no ukulele, e foi lançada como uma faixa oculta no álbum de lados B e raridades do Pearl Jam de 2003, Lost Dogs, cerca de quatro minutos e vinte segundos após a conclusão do final. música listada, "Bee Girl". Vedder também prestou homenagem a Staley durante um show do Pearl Jam em Chicago em 22 de agosto de 2016, que seria o 49º aniversário de Staley, e dedicou a música "Man of the Hour" ao seu falecido amigo.
Jerry Cantrell disse que Staley deu-lhe autoconfiança para cantar. “Layne foi realmente responsável por me dar confiança para me tornar mais um cantor. Ele dizia: 'Você escreveu essa música, ela significa algo para você, cante-a'. Ele chutou minha bunda para fora do ninho. Com o passar dos anos continuei a crescer, e Layne começou a tocar guitarra, e nós nos inspiramos".
Desde 2002, Seattle organiza um concerto anual de homenagem a Staley em seu aniversário. Locais como o Moore Theatre, The Showbox The Fenix, e The Crocodile sediaram o evento. Os lucros do show beneficiam o Layne Staley Memorial Fund.
Staley ficou em 27º lugar na lista da revista Hit Parader dos "100 melhores vocalistas de todos os tempos do Heavy Metal", publicada na edição de novembro de 2006, e em 42º lugar na lista da revista Complex dos "50 melhores cantores principais". de todos os tempos" em 2012.
Staley foi uma inspiração para o título do álbum de 2008 do Metallica, Death Magnetic. A banda gravou uma música em homenagem a ele, intitulada "Rebel of Babylon".
Em 2009, Alice in Chains lançou seu primeiro álbum de estúdio em 14 anos, Black Gives Way to Blue, com Cantrell e o então novo vocalista e guitarrista William DuVall compartilhando os vocais principais. A faixa-título é uma homenagem a Staley. Cantrell convidou Elton John para se juntar ao Alice in Chains e prestar homenagem a Staley tocando piano em "Black Gives Way to Blue", a música de encerramento do álbum. A música foi escrita e cantada por Cantrell, que a descreveu como o adeus da banda a Staley. O primeiro show que Staley assistiu foi o de Elton John e ele ficou impressionado. Segundo Cantrell, a capa do álbum com um coração rodeado por um fundo preto foi inspirada no fato de os integrantes da banda terem o coração partido pela perda de Staley. Os ex-companheiros de banda de Staley também agradeceram no encarte do álbum.
Em 6 de setembro de 2011, Hank Williams III lançou seu álbum Attention Deficit Domination e o dedicou a Staley.
Os colegas de banda do Alice in Chains de Staley afirmaram que um dos aspectos mais tristes de seu legado é ouvi-lo ser lembrado principalmente por seu uso de drogas, e não por outros aspectos de sua personalidade. Kinney e Cantrell também expressaram sua frustração pelo fato de o Grammy ter ignorado Staley durante sua homenagem anual aos músicos que morreram no ano passado.
Em 2013, o baterista do Alice in Chains, Sean Kinney, adicionou as iniciais "LSMS" em sua bateria, uma homenagem a Staley e ao ex-baixista da banda, Mike Starr, que morreu em 2011. O videoclipe do single de 2013 do Alice in Chains, "Voices", apresenta uma foto de Staley ao lado de uma foto do vocalista do Nirvana, Kurt Cobain, na marca de 2:20.
Desde que o Alice in Chains se reuniu, Jerry Cantrell começou a prestar homenagem a Staley antes de cantar a música "Nutshell". Desde 2011, Cantrell presta homenagem a Staley e Mike Starr antes de apresentar a música em shows.
Em abril de 2017, Nancy Wilson revelou que começou a escrever a música "The Dragon" para Staley nos anos 90. A música foi gravada em 2016 e faz parte do EP da nova banda de Wilson, Roadcase Royale, lançado em 2017.
No aniversário de 50 anos de Staley, 22 de agosto de 2017, Alice in Chains lançou um vídeo em homenagem a ele, apresentando Jerry Cantrell, Ann Wilson, Mike McCready e Barrett Martin.
William DuVall revelou que estava pensando em Staley, sua avó e no falecido vocalista do Soundgarden, Chris Cornell, enquanto escrevia a música "Never Fade" do Alice in Chains, de seu álbum de 2018, Rainier Fog. A faixa-título do álbum, escrita por Cantrell, é em parte uma homenagem a Staley e Mike Starr.

### Dia de Layne Staley em Seattle
Em 22 de agosto de 2019, que seria o 52º aniversário de Staley, a prefeita de Seattle, Jenny Durkan, proclamou oficialmente aquele dia como o "Dia de Layne Staley" na cidade em homenagem às contribuições de Staley para o mundo da música. O dia também foi um chamado à atenção para o Layne Staley Memorial Fund, criado por seus pais em 2002.

### Livros
Duas biografias foram escritas sobre Staley, ambas de autoria de Adriana Rubio - Layne Staley: Angry Chair lançada em 2003, que contém uma suposta entrevista final de Staley que Rubio alegou ter conduzido menos de três meses antes de sua morte, e Layne Staley: Get Born Again, lançado em 2009, uma versão revisada e atualizada de seu livro anterior.
A família de Staley contestou o trabalho de Rubio, afirmando não acreditar que ela o entrevistou em 2002. A última entrevista de Staley foi para a rádio Rockline em 19 de julho de 1999, promovendo o lançamento da coletânea Nothing Safe: Best of the Box com os demais integrantes do Alice in Chains. O conteúdo do livro de Rubio, incluindo o que ela chamou de entrevista final de Staley, foi questionado no livro de 2015 do jornalista David De Sola, Alice in Chains: The Untold Story. De Sola questiona não apenas o conteúdo da entrevista, que retrata Staley usando suas letras em conversas casuais, mas também indica que Rubio nunca falou com ele, citando sua recusa em divulgar a fita com a entrevista e o fato de que nem mesmo seu editor teve acesso à fita. Uma das irmãs de Staley, Liz Coats, também duvidou da veracidade do livro.
Staley apareceu nos livros Grunge Is Dead: The Oral History of Seattle Rock Music (2009) de Greg Prato, e Everybody Loves Our Town: An Oral History of Grunge (2011) de Mark Yarm. Ambos os livros exploraram a história do grunge em detalhes e abordaram Alice in Chains e a vida e morte de Staley por meio de entrevistas com a mãe, amigos e colegas de banda de Staley, incluindo Cantrell, Kinney, Starr e Inez.
Em agosto de 2015, o jornalista David de Sola lançou a biografia Alice in Chains: The Untold Story, que é focada principalmente em Staley e traz entrevistas com seus amigos e parentes; os membros sobreviventes do Alice in Chains não participaram de entrevistas para este livro.

## Discografia

### Alice in Chains
Staley apareceu em todos os lançamentos do Alice in Chains, desde We Die Young até a música "Died", posteriormente participando de reedições e compilações contendo material de sua época na banda.

### Outras participações
| Título                                               | Detalhes                                                     | Banda         | Notas                                                |
| ---------------------------------------------------- | ------------------------------------------------------------ | ------------- | ---------------------------------------------------- |
| Desire Walks On                                      | - Lançamento: 16 de novembro de 1993 - Gravadora: Capitol    | Heart         | Vocais convidados em "Ring Them Bells".              |
| Above                                                | - Lançamento: 14 de março de 1995 - Gravadora: Columbia      | Mad Season    | EUA No. 24; RIAA: Ouro                               |
| Working Class Hero: A Tribute to John Lennon         | - Lançamento: 10 de outubro de 1995 - Gravadora: Hollywood   | Mad Season    | Vocais em "I Don't Wanna Be a Soldier".              |
| L.O.V.Evil                                           | - Lançamento: 15 de dezembro de 1995 - Gravadora: Red Rocket | Second Coming | Vocais convidados em "It's Coming After".            |
| The Faculty: Music from the Dimension Motion Picture | - Lançamento: 8 de dezembro de 1998 - Gravadora: Sony        | Class of '99  | Vocais em "Another Brick in the Wall Part 1, Part 2" |